# Кузьмино (Україна)
Кузьмино (до 1995 року — Кузьмине) — село в Україні, у Мукачівському районі Закарпатській області.  До 2020 року було підпорядковане Кальницькій сільській раді.

## Історія
В 1864 році мешканцем села знайдено глечик з великою кількістю срібних польських монет, карбованих в 1610—1851 роках і більшість з них відносилася до періоду правління польського короля Сиґізмунда.
У різні часи село було розташоване в різних місцевостях і мало різні назви. Старе село виникло на низовині з двох боків річки Стара, і в той час називалось Балажієво. І дотепер ця місцевість, де зараз знаходиться Андріївське водосховище, зветься Балажовці. Люди поселились сюди тому, що земля була родючою. Не потрібно було докладати багато зусиль на її освоєння, і земля давала добрий урожай. Однак село часто потерпало від великих повеней. Вода руйнувала будівлі, затоплювала городи, посіви. Жителі села Балажієва не змогли протистояти стихіям і переселились на підвищений суходіл.
За переказами старожилів, у родині, яка першою покинула рівнину, було два сини. Старшого звали Кузьмою, який поселився вище Балажієва в урочищі, що тепер зветься Тин. Проте тут він довго не жив через відсутність достатньої кількості води, яку доводилось брати з джерела із долини. Він переселився ближче до джерела. Від його імені і пішла назва поселення Кузьмино.
Молодший син, якого звали Андрашем, переселився на підвищеній місцевості по правій стороні за течією річки Стара, а за ним масово переселились і жителі Балажієва. Нове село стало називатись Андрашовці (нині Андріївка).
Жителі села Кузьмино поселялись від центрального водного джерела Гранканя на південь до джерела Праля і називались долинянами. Ті, що поселялись на північ до джерела Грофська кирниця, звались грунчани. Ці джерела води і дотепер існують з великим дебитом води.
Перша згадка у 1565 році.
В документах XIX століття село називалось Вегеgsilvas, у перекладі з угорської Сливовий берег. Згадки про заснування села знаходимо також в документах XVI століття. Село належало багатим землевласникам графам Бутлер та Чонка.
В ХУП столітті власниками Кузьмина стали графи Паркані Іштван та Сечені Іштван.
Тиводар Легоцький у своїй праці «Березький Комітат» подає інформацію, що в 70-х роках XIX століття в Кузьмині було 109 житлових будинків, населення нараховувало 410 осіб. Була кам'яна церква, побудована у XVIII столітті. Селу належало 927 га землі, пагорби поблизу села були засаджені виноградниками
Перші згадки про церкву в селі Кузьмино маємо із року 1692.

Храми
А ось що пише Тиводар Легоцький: «Село вже у 18 ст. мало церковну громаду. Згідно з переписом 1778 року до села належали Кучава з дерев'яною церквою, Шкуратівці, Гайдош і Медведівці, де також була малих розмірів дерев'яна церква. Пізніше село довгий час було без священика і тому в 1797 році місцеве самоврядування вирішило, щоб з парохії с. Кальник організувати нову громаду в с. Кузьмино, яку дочасно буде обслуговувати Кальницький священик.
Було тоді у Кузьмині 271, а в Кучаві 131 житель. У зв'язку з цією реорганізацією був призначений сюди старший священик Керестеш Петро, в 1816 р. Черські Іван, в 1822 — Керестеш Петро, в 1828 — Варга Олексій, з 1835 по 1849 рік Кузьмино обслуговував Кальницький священик, як філіальну парохію.
В 1849 році знов була утворена тут парохія з священиком Даниловичем Йосифом, який проживав у досить зручному дерев'яному будинку. Після нього а 1871 році сюди переселився на його місце Слук Андрій, в 1885 році — Петрик Євген, в 1892 році — Даніснович Стефан, який вже тепер проживає в зручному кам'яному будинку.
Новозбудована і присвячена св. Василію Великому церква збудована з твердого (кам'яного) матеріалу, а місце старої дерев'яної церкви на цвинтарі знаменує великий олтарний камінь.
Метрики ведуться від 1827 року. Додаткова зарплата священика 251 форинт і 35 крайцерів, яка переведена до Мукачівського податкового уряду, як інші подібні конгруї(конгруа- святенницькі треби). Кількість вірників 230, а у філії Кучава 120, де є дерев'яна церква св. Архангела Михаїла».
На будівництво теперішньої церкви майже половину коштів було виділено державою на прохання прихожан і клопотання Мукачівської греко-католицької єпархії.
Будівництво Церкви проводилося в 1847—1856 роках. На той час у селі було 72 двори та 362 вірники.
У 1926 -28 рр. церкву було реставровано. Розпис зробив художник із Мукачева Мешко. Продавши ліс, село розрахувалось за виконану роботу.
Кузьмино — конфесійно безконфліктне село, а церковну громаду споконвіку єднало греко-католицьке віровизнання.
У повоєнні роки греко-католицизм спіткали важкі випробування, заборони і знущання з боку більшовицького віропогромного режиму.
Після 1946 року, з метою знищення греко-католицької церкви, повсюдно насаджувались віровідступництво та безбожництво. Щоб створити перед світом видимість невтручання держави у справи церковних громад, сталінська атеїстична система під багнетами енкаведистів у березні 1946 року організувала і силою змусила львівських священиків провести «собор», на якому заздалегідь було підготовлено і зачитано документ про те, що греко-католицької церкви більше не існує, а всі церковні громади з їх майном переходять у підпорядкування Московського патріархату.
128 греко-католицьких священиків, які не дали згоди про перехід в московське православ'я, були репресовані і заслані на каторжні роботи в табори ГУЛАГу.
В 1946—1949 рр. переслідування греко-католицької церкви не обминули і Кузьминську релігійну громаду. Священиком в селі був о. Іван Кость. За те, що не зрікся віри батьків, він був арештований енкаведистами, але, будучи родом із Пряшівщини і громадянином Словаччини та маючи оформлені документи на виїзд, виїхав з дозволу НКВС у Чехословаччину 1948 р.
Після Львівського ''собору" було ліквідовано і Ужгородську греко-католицьку духовну семінарію.
З 1949 до 1991 рр. греко-католицька церква існувала в підпіллі.
Кузьминська державна народна школа була заснована 1902 року. Завдяки ентузіазму активістів села у 1965 році в Кучавському лісі, на галявині, була побудована естрадна сцена, яка і нині діє.
Єврейська громада в Кузьмині мала молитовний дім, «Бужню», у якій щосуботи та на їхні релігійні свята відправляли свої релігійні обряди. урочищі «Біля пралі» знаходиться старе недіюче єврейське кладовище. З квітня 1944 року, коли із села були депортовані всі євреї, захоронення на цьому цвинтарі не проводяться. Тут збереглося декілька десятків надмогильників. Часто на цвинтар із-за кордону приїжджають родичі померлих, щоб віддати їм шану.
Особлива увага приділялась виноградарству, не було жодного господаря в селі, який би не володів площею виноградника від 200 до 600 кущів, закладених в основному європейськими і гібридними сортами за схемою посадки 1,0 х 1,20 метра для ручного обробітку. Найбільшою (близько 1 га) площею виноградника закладеного з сортів леанка, фурмінт, рислінг італійський, бакатар, шасла володів єврей Зельман Ильо.
У Кузьминському відділку в радянський час було утворено три садівничо-виноградні бригади та бригада по вирощенню власних виноградних саджанців, яка вирощувала щороку 1-2 млн саджанців, які продавали й іншим господарствам області і України.
У 60-х роках між селом Кузьмино і Андріївка було насипано греблю, перекрито річку Стара, утворилось штучне озеро. В той час Кузьмино входило до Кальницького винрадгоспу, а Андріївка — до Середнянського винрадгоспу, але через те, що обидва радгоспи входили до системи ''Закарпатвинтрест", 60 гектарів земель в урочищі Балажовці було передано Середнянському радгоспу і названо Андріївський рибник, який тепер став зоною відпочинку.
На території Кузьминського гатару вздовж річки Стара, що протікає від с. Лінці до с. Ірлява, у різний час були побудовані і працювали п'ять водяних млинів.
Перший млин називали Попів, бо власником його був піп. Цей млин був розташований недалеко від с. Лінці і обслуговував мешканців цих сіл. Мельником тут працював Федик Василь з Лінців.
Нижче за течією річки власником другого млина був Моравець Іван. Він проживав там із сім'єю і сам був мельником.
Третій млин належав єврею Зельманові Ілію. Називався цей млин за місцевістю — Підвінчиком. Працював весь рік, бо до нього був додатково підведений канал із урочища Савковиця. В 1925—1938 рр. мельником працював Лучин Гриць. При млині було житло і хлів для худоби. З квітня 1944 року, коли євреї були вивезені із села, млином володів Шляхта Іван. Останнім власником цього млина був Костюк Іван. В 1949 році при млині збудували пилораму, яка приводилась в дію силою води з водосховища.
Четвертий млин, що обслуговував селян Кузьмина та Андрашовців, належав Рошку Івану. Це був найбільш потужний млин. На річці Стара зробили греблю. Вода приводила в дію два водяні колеса та два жорна. При малому та нормальному збору і тиску води приводилося в дію одне водяне колесо, а при великому — обидва колеса. У 1938 році, після смерті Рошка Івана, його дружина найняла мельником Лучина Гриця, який працював тут до 1946 року. Сім'я Івана Рошка була бездітна. У радянські часи млин був націоналізований і переданий учасникові війни, бійцю І Чехословацького військового корпусу Напуді Михайлу. М.Напуда за час свого перебування побудував тут житло для сім'ї. Помер він у 2001 році, похований в с. Андрашовці.
Останній, п'ятий, млин належав великій єврейській родині Мовскойф. По смерті батька власниками стали два брати — Хеско і Лейба. Цей млин був також великим і молов зерно селянам Кальника, Ірляви, Кузьмина.
Після депортації євреїв мельником працював житель с. Кальник Дудаш Дмитро. Нині млин зруйнований, як і всі наявні при ньому господарські будівлі та житло.
Територія Кузьминського гатару була дуже насичена криничними джерелами, Сьогодні функціонує 7 криниць, де утримується достатньо води: Хтомова. Галакінчина. у Шаїні, під Пивницями, під Матиковом, у Копанци, у Савковиці.
серед цікавих пам'яток попередніх століть слід згадати накопані пивниці, а їх нараховується 8, і розташовані вони недалеко від села Кузьмино. Ці пивниці жителі села називають турецькими, найімовірніше тому, що вони були викопані за часів турецької навали. В час колективізації 1949-60 рр. поруч з підвалами були колгоспний господарський двір, тваринницькі ферми, склади. Підвали використовувались для зберігання вина. Нині, на жаль, підвали порожні, деякі з них збереглися, а окремі при вході засипані ґрунтом.

Кузьминське весілля

У кожному селі є своєрідний обряд проведення весілля. В Кузьмині в цей обряд входять такі події:
- Сватанки і обзори.
- Виголоски.
- Перевезення до молодої пуслань (посаг).
- Запрошення на весілля.
- Гуски.
- Плетення вінків та вбирання молодої.
- Сніданок-гостина у молодої.
- Похід до церкви на присягу. Присяга.
- Весільний похід після присяги до молодої.
- Зустріч молодих.
- Гостина в молодої.
- Дарування молодим.
- Прощання молодої з родиною, відхід до молодого, зустріч молодих.
- Дарування молодої батькам і родичам молодої.
- Танок молодої.

## Населення
Згідно з переписом УРСР 1989 року чисельність наявного населення села становила 249 осіб, з яких 121 чоловік та 128 жінок.
За переписом населення України 2001 року в селі мешкала 221 особа.

### Мова
Розподіл населення за рідною мовою за даними перепису 2001 року:
| Мова       | Відсоток |
| ---------- | -------- |
| українська | 98,15 %  |
| російська  | 1,39 %   |
| німецька   | 0,46 %   |

## Люди
- Стерчо Петро Юрійович (народився 1919 в Кузьмино — 1987) — український економіст й історик

## Туристичні місця
- В 1864 році мешканцем села знайдено глечик з великою кількістю срібних польських монет, карбованих в 1610—1851 роках і більшість з них відносилася до періоду правління польського короля Сиґізмунда.
- джерело Гранканя
- джерело Праля
- джерело Грофська кирниця,
- Сьогодні функціонує 7 криниць, де утримується достатньо води: Хтомова. Галакінчина. у Шаїні, під Пивницями, під Матиковом, у Копанци, у Савковиці.
- Кузьминське весілля
- серед цікавих пам'яток попередніх століть слід згадати накопані пивниці, а їх нараховується 8, і розташовані вони недалеко від села Кузьмино. Ці пивниці жителі села називають турецькими, найімовірніше тому, що вони були викопані за часів турецької навали. 